# 정성군
정성군(定城君, 생년 미상 ~ 1394년)은 고려 제34대 왕 공양왕(恭讓王)의 왕세자이며, 모후는 부원군 노진의 딸 순비 노씨이다. 이름은 왕석(王奭), 초명(初名)은 서(瑞)이다. 명나라에서는 공양왕 폐위 후 그를 왕위계승자로 보았다.
정성군(定城君)에 봉해졌고 1388년 부왕 공양왕이 즉위함에 왕세자로 책봉되었다. 왕석이 세자에 책봉되자 간관(諫官)이 서연(書筵)을 열고 세자사부를 모실 것을 건의하자 공양왕은 간관들의 건의를 받아들여 조준(趙浚), 서균형(徐鈞衡), 이지(李至)를 사부(師傅)를 삼고 이서(李舒), 김자수(金子粹), 우성범(禹成範), 강회계(姜淮季), 조용(趙庸)으로 시학(侍學)을 삼았다.
그러나 1392년(공양왕 4년) 공양왕이 강제선위하면서 세자에서 폐위당하고 강원도 삼척으로 유배되었다. 다른 설에는 경기도 고양으로 유배되었다고도 한다.
부인은 정당문학을 지낸 이원굉(李元紘)의 딸로, 1391년에 결혼하였다.

## 생애
이름은 석(奭) 초명은 서(瑞) 공양왕의 맏아들로 어머니는 순비 노씨(純妃 盧氏)이다.
1389년 (공양왕 1)에 세자로 책봉되었다. 1391년 전정당문학(前政堂文學) 이원굉(李元紘)의 딸을 맞이하여 세자비로 삼았다.
그 해 겨울 명나라 서울에 가서 하정(賀正)할 때 시중 심덕부(沈德符)와 설장수(偰長壽) 밀직부사 민개(閔開) 등이 시종하였는데 하정표전(賀正表箋)의 주계(奏啓)에 모두 세자라는 칭호를 사용하지 않고 장남 정성군 석으로 표기하였다.
그런데 명나라 황제가 매우 사랑하여 공(公) 후(侯) 밑에 서차(序次)하도록 대우해 주었으며 내전에서 다섯 차례에 걸쳐서 향연을 베풀어주고 황금 2정(錠) 백금(白金) 10정 견단 100필을 하사하였다. 다음해에 귀국하였다.
1394년 부왕 공양왕과 함께 사사되었다고 한다. 사망지는 강원도 삼척인지 경기도 고양인지는 불명확하다.
그의 죽음으로 고려 황실의 가까운 생존자는 그의 숙부 정양군 왕우와 그의 두 아들 정강군 왕조(定康君 王珇, 원윤 왕관(元尹), 종조부 학성군 향과 그의 두 아들 남평군 화, 평강군 양, 남평군의 아들 원윤 왕근(王根) 등이 남게 되었다.

## 가계
- 부왕 : 공양왕 1345~1394, 재위:1389~1392), 고려의 제34대 왕
- 모후 : 순비 노씨 (順妃 盧氏)
  - 왕세자 : 정성군 ? ~1394)
  - 부인 : 인천 이씨(仁川 李氏), 이허겸의 12대손 연산군 이원굉(連山君 李元紘)의 딸
  - 누이 : 숙녕궁주 (肅寧宮主)
  - 누이 : 정신궁주 (貞信宮主, ? ~1421 이후)
  - 누이 : 경화궁주 (敬和宮主)
- 외조부 : 노진(盧稹, ? ~1376)
- 외조모 : 미상

## 정성군가 등장하는 작품
- 《용의 눈물》 (KBS, 1996년~1998년, 배우: 김광영)
- 《태종 이방원》 (KBS, 2021년~2022년, 배우: 강현욱)

## 참고 문헌
- 고려사(高麗史)
- 고려사절요(高麗史節要)

## 같이 보기
- 우왕
- 창왕
- 정원부원군
- 고려 공양왕
- 정양군

| 전임 공양왕 | 고려의 왕실 수장 1394년 | 후임 정양군 |